# Edan Leshem
Edan Leshem (nacido el 19 de marzo de 1997) es un tenista profesional de Israel.

## Carrera
Su mejor ranking individual es el N.º 566 alcanzado el 22 de febrero de 2016, mientras que en dobles logró la posición 826 el 14 de septiembre de 2015.
No ha logrado hasta el momento títulos de la categoría ATP ni de la ATP Challenger Tour.